# Estissac
Estissac település Franciaországban, Aube megyében. Lakosainak száma 1797 fő (2022. január 1.). Estissac Bucey-en-Othe, Chennegy, Dierrey-Saint-Julien, Mesnil-Saint-Loup, Neuville-sur-Vanne és Villemoiron-en-Othe községekkel határos.

## Népesség
A település népessége az elmúlt években az alábbi módon változott:
| Lakosok száma | 1740 | 1757 | 1611 | 1783 | 1902 | 1885 | 1855 | 1851 | 1849 | 1797 |
|               | 1968 | 1982 | 1990 | 2006 | 2013 | 2015 | 2017 | 2019 | 2020 | 2022 |